# Miljömålsrådet
Miljömålsrådet är namnet på två olika statliga svenska myndighetsplattformar. Den första inrättades 2002 och upphörde 2010. Den senaste inrättades i december 2014 och är fortfarande verksam. Rådets ordförande i det nuvarande rådet var fram till 2018 Maria Wetterstrand (därefter Göran Enander), och rådet består i övrigt av myndighetschefer från myndigheter som har stor betydelse för att målen i det svenska miljömålssystemet ska kunna nås.

## Historik

### Tidigare miljömålsråd
Det fanns även ett tidigare miljömålsråd. Detta råd var ett organ som inrättades 2002 och hade ansvar för att utvärdera arbetet och rapportera utvecklingen av de 16 nationella miljökvalitetsmålen till regeringen. Det var knutet till Naturvårdsverket och upphörde den 1 november 2010.
I Miljömålsrådet ingick företrädare för myndigheter och organisationer. Rådets ordförande och ledamöter utsågs av regeringen.
Rådets ordförande var Eva Eriksson, som samtidigt var landshövding i Värmlands län. Den tidigare ordföranden Bengt K.Å. Johansson avgick 2008 i protest mot att otillräckliga resurser avsattes till miljömålsarbetet. Han lämnade följande kommentar som motivering till sin avgång: ”Nu har regeringens besked till Rådet och till svenska folket kommit. Det är inte alls bråttom. Rapporten med alla dess förslag och med utarbetade strategier för miljöinsatser skjuts åt sidan. I stället tillsätts en utredning som skall se över hela miljömålssystemet. Jag är djupt kritisk till vad som sker. Vi förlorar tempo i miljöarbetet och systematiken i miljöarbetet ser ut att brytas sönder.”

### Nuvarande miljömålsråd
Det nuvarande miljömålsrådet inrättades 2014.
Rådet har till uppgift att senast 1 mars varje år lista åtgärdsinriktade överenskommelser och samarbeten som myndigheterna åtar sig att genomföra samt lämna förslag till regeringen på åtgärder av strategisk vikt för att nå miljömålen och som myndigheterna inte har mandat att utföra. Naturvårdsverket fått till uppgift att bilda ett kansli till stöd för rådets arbete. Deltagande myndigheter har också fått till uppgift att bilda ett nätverk till stöd för arbetet samt stödja rådet i dess arbete.
Hösten 2018 skulle Miljömålsrådet enligt planeringen slutredovisa sitt arbete. I juni 2018 fattade regeringen beslut om att förlänga dess verksamhet till 2022. Samtidigt utsågs Göran Enander, även landshövding i Uppsala län, till ny ordförande.